# ZENKI (格闘家)
ZENKI（ゼンキ、1993年3月25日 - ）は、日本の男性総合格闘家。茨城県結城市出身。益荒男teamDURGA所属。

## 来歴
幼少の頃より喧嘩に明け暮れ、ストリートファイトでは無敗と1度の引き分けを誇る。21歳の時に亀田興毅に勝ったら1000万円企画にて話題になった元暴走族総長の麦わら帽子のユウタと現場が一緒になり意気投合。そこで格闘技の世界へ誘われたことがきっかけで格闘家になる。
2022年5月5日、プロデビュー戦となったRIZIN LANDMARK vol.3に出場し、YUSHIと対戦。2R右フックによるTKO負け。なお、前日計量で契約体重を2.75kgオーバーしたため、相手のYUSHIが勝った場合のみ公式記録、YUSHIが負けるか引き分けた場合はノーコンテスト、ZENKIにレッドカードによる減点（50％減）、ファイトマネー55％没収といったペナルティが与えられていた。
2024年12月に開催された「BreakingDown14」にライト級・キックルール68キロ以下契約で出場し、井上力斗と対戦。井上優勢の展開で迎えた試合終了間際に左フックでダウンを奪い、判定5-0で勝利した。また同大会で親友である麦わら帽子のユウタがリキに敗れたことで奪われた麦わら帽子を取り返す意欲があることをXにて発信した。

## 人物
憧れの選手はコナー・マクレガーや山本KID徳郁、魚井フルスイング。

## 戦績

### プロ総合格闘技
| 総合格闘技 戦績 | 総合格闘技 戦績 | 総合格闘技 戦績 | 総合格闘技 戦績 | 総合格闘技 戦績 | 総合格闘技 戦績 | 総合格闘技 戦績 |
| --------------- | --------------- | --------------- | --------------- | --------------- | --------------- | --------------- |
| 1 試合          | (T)KO           | 一本            | 判定            | その他          | 引き分け        | 無効試合        |
| 0 勝            | 0               | 0               | 0               | 0               | 0               | 0               |
| 1 敗            | 1               | 0               | 0               | 0               | 0               | 0               |

| 勝敗 | 対戦相手 | 試合結果                         | 大会名               | 開催年月日   |
| ×    | YUSHI    | 2R 2:21 TKO（右フック→パウンド） | RIZIN LANDMARK vol.3 | 2022年5月5日 |

### アマチュアキックボクシング
| 勝敗 | 対戦相手 | 試合結果       | 大会名         | 開催年月日    |
| ○    | 井上力斗 | 1R終了 判定5-0 | BreakingDown14 | 2024年12月8日 |

### アマチュア総合格闘技
| 勝敗 | 対戦相手 | 試合結果                | 大会名              | 開催年月日    |
| ×    | 田上健太 | 1R 2:11 TKO（右フック） | THE OUTSIDER 第39戦 | 2016年3月27日 |